# Classe Takao
La classe Takao (高雄?) fu una classe di quattro incrociatori pesanti della marina imperiale giapponese. Entrata in servizio a partire dal maggio 1932, partecipò alla seconda guerra mondiale sul fronte del Pacifico; tre unità furono affondate nell'ottobre 1944 da sommergibili o aerei imbarcati statunitensi, mentre la capoclasse danneggiata rimase a Singapore come batteria contraerea flottante e fu colata a picco nel dopoguerra dalla Royal Navy.

## Navi appartenenti alla classe
La classe era composta dagli incrociatori Takao, Atago, Maya e Chokai.
| Nave   | Varato         | Destino finale                              |
| Takao  | 12 maggio 1930 | Distrutto come bersaglio il 27 ottobre 1946 |
| Atago  | 16 giugno 1930 | Affondato il 23 ottobre 1944                |
| Maya   | 30 giugno 1932 | Affondato il 23 ottobre 1944                |
| Chokai | 30 giugno 1932 | Affondato il 25 ottobre 1944                |